# Agnes Abuom

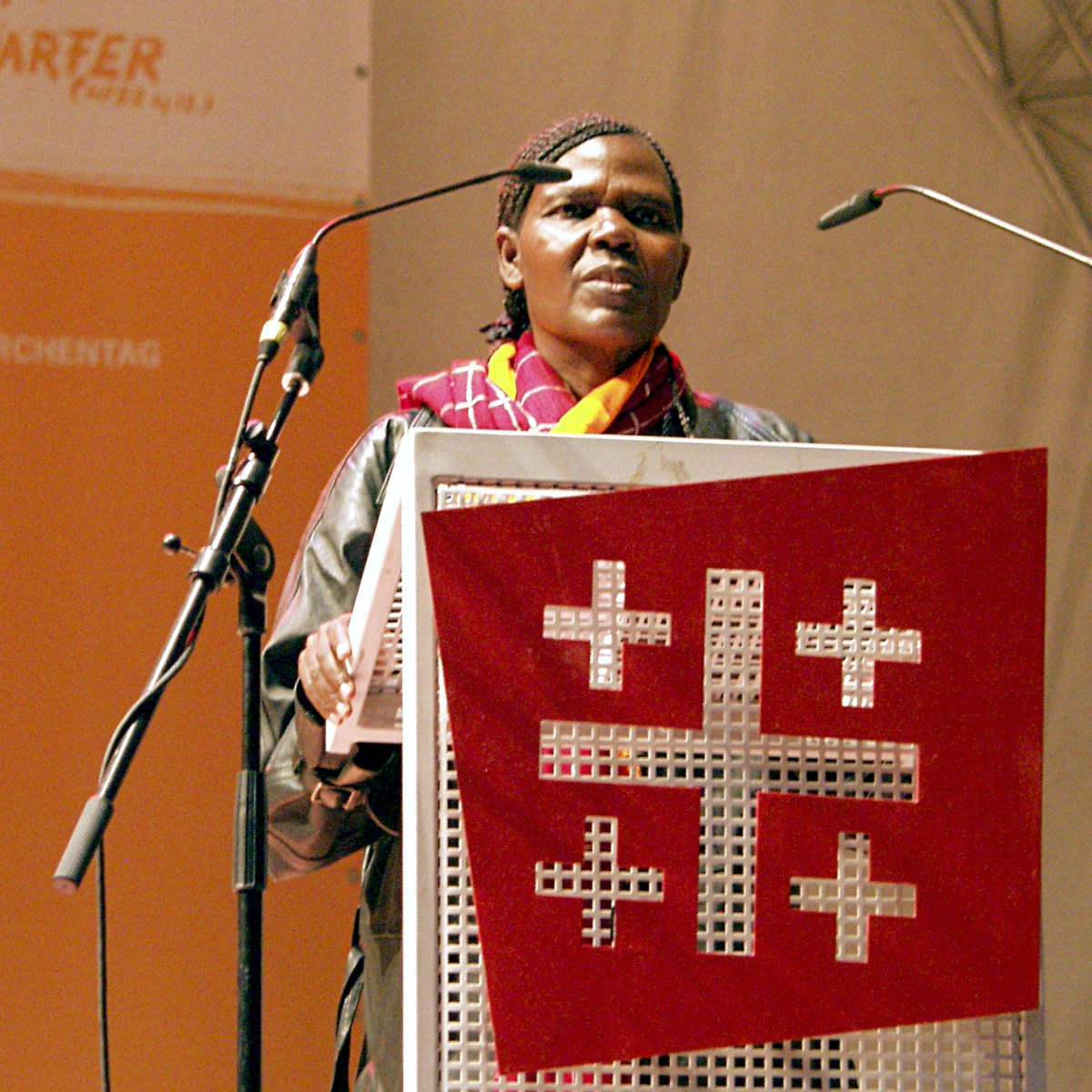
Agnes Abuom auf dem Evangelischen Kirchentag in Köln (2007)

Agnes Regina Murei Abuom (* 1949 im Nandi-Bergland; † 31. Mai 2023 in Kenia) war eine kenianische Spezialistin für Entwicklungshilfe. Von 2013 bis 2022 war sie als Anglikanerin Vorsitzende des Zentralausschusses und Mitglied des Exekutivkomitees des Ökumenischen Rats der Kirchen (ÖRK).

## Biografie
Agnes Abuom stammte aus einer gemischtkonfessionellen Familie. Ihre Mutter war Protestantin, der Vater Katholik. Sie besuchte Missionsschulen im Nordwesten Kenias, anschließend eine High School am Rand von Nairobi. Sie begann danach mit einem Studium an der Universität von Nairobi. Unschlüssig ob sie Medizin oder Jura studieren sollte, entschied sie sich schließlich für Pädagogik. Es war eine politisch unruhige Zeit, mit Studentenprotesten und Demonstrationen, an denen sich Abuom auf Grund ihrer sozialistischen Überzeugung beteiligte. 1975 fand die ÖRK-Vollversammlung in Nairobi statt. Abuom, die gerade von der Universität verwiesen worden war, arbeitete während der Vollversammlung für die ÖRK-Presseabteilung und knüpfte so erste Kontakte mit dieser kirchlichen Organisation.
Wegen ihrer politischen Aktivität wurde Abuom bedroht, musste Kenia 1976 verlassen und kam nach Schweden. An der Universität Uppsala studierte sie Philosophie, Entwicklungspolitik und Geschichte und promovierte mit einer Arbeit über Nichtregierungsorganisationen. Für den Ökumenischen Rat der Kirchen war sie im Sudan und in Simbabwe tätig, bevor sie 1989 nach Kenia zurückkehrte, um für die Anglican Church of Kenya zu arbeiten. Wegen ihres Einsatzes für die Opposition gegen Präsident Daniel arap Moi war sie ab September 1989 mehrere Monate inhaftiert. Eine Dozentenstelle an der Universität war damit unmöglich geworden. Der anglikanische Bischof empfahl ihr, zu ihrer Sicherheit eine unauffällige Tätigkeit im Schutzraum der Kirche anzunehmen. So leitete sie die kirchliche Entwicklungsarbeit.
Von 1999 bis 2006 war Abuom Afrika-Präsidentin des ÖRK. Sie arbeitete an Friedensprogrammen am Horn von Afrika mit, und hier besonders im interreligiösen christlich-muslimischen Gespräch. Sie gründete TAABCO Research and Development Consultants, um die Arbeit von Entwicklungsorganisationen in Kenia zu koordinieren.
Am 8. November 2013 wählten die Mitglieder des ÖRK-Zentralausschusses im südkoreanischen Busan Agnes Abuom einstimmig zur Vorsitzenden. Sie war in der Geschichte des ÖRK die erste Frau, die dieses Amt ausübte.
Im Juni 2017 verlieh Justin Welby, der Erzbischof von Canterbury, Abuom das Lambeth Cross for Ecumenism. Im August 2017 traf sie gemeinsam mit dem ÖRK-Generalsekretär Olav Fykse Tveit im Vatikan zum Gespräch mit Papst Franziskus zusammen.